# دونالد روي إيرفاين
دونالد روي إيرفاين هو سياسي كندي، ولد في 20 يناير 1920، وتوفي في 1 أكتوبر 1994 في بريسكوت ‏ في كندا. نشط حزبياً في حزب أونتاريو المحافظ التقدمي. وقد انتخب عضو برلمان مقاطعة أونتاريو ‏.